# Brdo (Tržič, Slovenija)
Brdo je naselje u slovenskoj Općini Tržiču. Brdo se nalazi u pokrajini Gorenjskoj i statističkoj regiji Gorenjskoj. 

## Stanovništvo
Prema popisu stanovništva iz 2002. godine naselje je imalo 24 stanovnika.